# Nakamaru Takayuki
Takayuki Nakamaru (sinh ngày 28 tháng 5 năm 1977) là một cầu thủ bóng đá người Nhật Bản.

## Sự nghiệp câu lạc bộ
Takayuki Nakamaru đã từng chơi cho Yokohama Marinos.